# Cariniana uaupensis
Cariniana uaupensis är en tvåhjärtbladig växtart som beskrevs av John Miers. Cariniana uaupensis ingår i släktet Cariniana och familjen Lecythidaceae. IUCN kategoriserar arten globalt som sårbar. Inga underarter finns listade i Catalogue of Life.